# Lerwick Tingwall Airport
Lerwick Tingwall Airport är en flygplats i Storbritannien.   Den ligger i kommunen Shetlandsöarna och riksdelen Skottland, i den norra delen av landet, 1 000 km norr om huvudstaden London. Lerwick Tingwall Airport ligger 71 meter över havet. Den ligger på ön Mainland. 
Terrängen runt Lerwick Tingwall Airport är huvudsakligen platt, men åt nordväst är den kuperad. Trakten runt Lerwick Tingwall Airport består i huvudsak av gräsmarker.